# Manchadi
Der Manchadi war eine kleine Masseneinheit (Gewichtsmaß) im französischen Ostindien, besonders in der Provinz Puducherry (Alt-Pondichery). Es war ein Perlengewicht. 
- 1 Manchadi = 1/20 Calanchi = 7 Milligramm
- 20 Manchadis = 1 Calanchi = 0,14 Gramm